# Сефлунд, Йёста
Йёста Сефлунд; в советской литературе Г. Сэфлунд, полное имя швед. Lars Gösta Säflund (1 марта 1903, Уппсала — 22 января 2004, Тебю, швед. Täby) — шведский историк-археолог, профессор Стокгольмского университета.

## Вклад в науку

### Археологические раскопки
Перед второй мировой войной профессор классической и античной истории Стокгольмского университета Аксель Перссон пригласил Сефлунда к участию в раскопках в долине Бербати недалеко от Микен, начатых ещё в 1934 году. Сефлунду был поручен участок южного некрополя; отчёт о раскопках камерных гробниц был опубликован только в 1965 году.
После возобновления начатых ещё в 1938 году, но свёрнутых в связи с войной раскопок древней Лабраунды, знаменитой в древности своим святилищем Зевса, и расположенной на террасах над долиной Миласы, с 1949 году Сефлунд по приглашению Перссона присоединился к этой экспедиции. Перед началом нового сезона раскопок, 7 мая 1951 года Перссон скончался. Руководство раскопками вначале было передано Сефлунду, но вскоре он отказался по болезни, передав руководство этим участком Эрику Берггрену.

### Научные статьи
За пределами отчётов по раскопкам библиография статей Сефлунда невелика, и в настоящее время они практически не цитируются.
По стечению обстоятельств, наибольшее внимание к трудам шведского профессора проявили советские учёные, и прежде всего историк, прозаик, поэт и переводчик Александр Иосифович Немировский. В своей статье «Племена Италии во II тыс. до н. э.», изданной в 1957 году в «Вестнике древней истории» он указал довоенную (1939 года) публикацию Сефлунда о террамарах Северной Италии «Le terremare delle provincie di Modena, Reggio Emilia, Parma, Piacenza» («Террамары провинций Модена, Реджо-Эмилия, Парма, Пьяченца»), как главный авторитетный научный источник, которым подкреплялась полемика с Л. Пигорини и другими итальянскими археологами. Несмотря на правоту Сефлунда (и с ним Немировского) по ряду вопросов, нельзя умолчать о том, что в этой заочной полемике Немировский занял крайностную позицию, порой переходя с академической лексики на публицистическую (ср. «Недостатки в научной методике раскопок восполнялись пылким воображением ветеранов итальянской археологии»).
По мере дальнейшего углубления исследований периодизация культуры террамаров была уточнена, и намеченный Сефлундом интервал её существования сузился. Не будучи узкими специалистами по первобытной Италии, ни сам Немировский, ни А. Л. Монгайт дальнейшее развитие этого направления не отслеживали, и поэтому в отсутствие альтернативных кандидатур на написание статей по археологии Италии бронзового века, статьи со стереотипными ссылками на монографию Сефлунда как лучшую и актуальную, публиковались в советских энциклопедиях вплоть до 1973 года («Советская историческая энциклопедия»
В 1974 году в монографии «Археология Западной Европы. Бронзовый и железный века» А. Л. Монгайт  вновь опубликовал периодизацию культуры террамаров «по Сефлунду» (в публикации шведский учёный назван Г. Сэфлунд):
| Период      | IА                                                                                                 | IIА | IВ | IIB |
| Датировка   | 2000—1500 годы до н. э.                                                                            | 2000—1500 годы до н. э.                                                                                 | 1500—700 годы до н. э. | 1500—700 годы до н. э. |
| Орудия      | Используются кремнёвые (типа Ремеделло), но всё больше появляется бронзовых (возможно, привозные). | Из кремня (серпы и пр.) вытесняются бронзовыми; появляются каменные формы для отливки бронзовых орудий. | Развито бронзоволитейное дело: изготовляются качественные мечи, топоры с «крыльями» (иначе «закраинами»), смычковидные фибулы и обоюдоострые бритвы. | Развито бронзоволитейное дело: изготовляются качественные мечи, топоры с «крыльями» (иначе «закраинами»), смычковидные фибулы и обоюдоострые бритвы. |
| Захоронения | Ингумация в простых ямах, без вещей или со скудным инвентарём.                                     | Ингумация в простых ямах, без вещей или со скудным инвентарём.                                          | Ингумация в простых ямах, без вещей или со скудным инвентарём.                                                                                       | Трупосожжение, в урнах на полях погребений вблизи поселений.                                                                                         |

## Семья
14 октября 1928 года Йёста Сефлунд женился на Аните Блюме (Anita Blume, 19 июня 1905 — 13 августа 1980). Через год, 10 мая 1929 года, в Риме, где учёный в то время работал (и писал свой opus magnum по террамарам) родился их первый сын, названный итальянским именем Лоренцо. 24 октября 2008 года Lorenzo Gösta Säflund в возрасте 79 лет скончался в Турции — стране, где также довелось работать его отцу.
Единственная дочь, Анита-Елени (Anita Eleni Säflund), родилась 28 октября 1934 года уже в Швеции, в Уппсале, однако в «итальянском» написании её имени (Eleni через 'E', без 'H') могут чувствоваться симпатии родителей к Италии — стране, где они жили, и которая дала Сефлунду материалы к его первым научным трудам. Умерла Анита-Елени в том же городке Тебю, что и её отец, и вскоре после него — 26 октября 2004 года, не дожив двух дней до своего 70-летия.
Младший сын, Ларс Ион Оттар (Lars Ion Ottar Säflund), родился 18 ноября 1942 года в Уппсале.